# Hasan al-Kharrat
Abu Muhammad Hasan al-Kharrat (em árabe: حسن الخراط  Ḥassan al-Kharrāṭ; 1861–25 de dezembro de 1925) foi um dos principais comandantes rebeldes sírios da Grande Revolta Síria contra o Mandato Francês. Suas principais áreas de atividades estavam em Damasco e na região de Ghouta.
Em Damasco, como então qabaday (líder dos jovens locais) do bairro al-Shaghour, al-Kharrat juntou-se com Nasib al-Bakri, um nacionalista de uma das famílias mais influentes da área. Em gosto de 1925, via convite de Al-Bakri, al-Kharrat uniu-se à revolta, formando o grupo de combatentes de al-Shaghour e outros bairros nas imediações. Este liderou o ataque contra Damasco, capturando brevemente a residência do alto-comissário francês Maurice Sarrail, antes de ser retirado por meio de intensos bombardeios dos franceses.
No final de 1925, as relações entre Al-Kharrat e outros líderes rebeldes tornaram-se tensas, especialmente com Sa'id al-'As e Ramadan al-Shallash, acusando-se mutuamente de saquear aldeias ou extorquir habitantes locais. Al-Kharrat continuou a liderar operações no Ghouta, onde foi morto em uma emboscada francesa, mas ganhou a reputação duradoura como um mártir da resistência síria ao domínio francês e é considerado um herói nacional.

## Início da vida e carreira

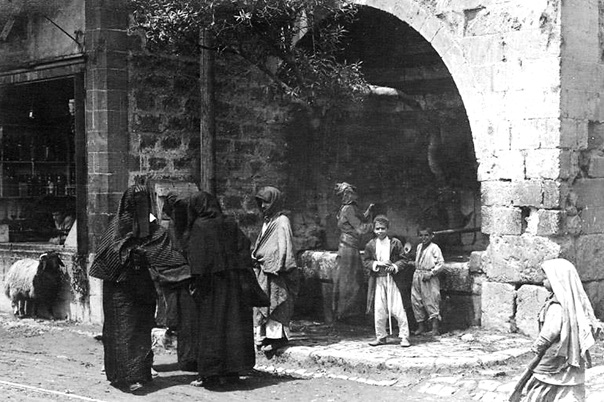
Foto de uma rua no bairro de Al-Shaghour, Damasco, em 1910. Al-Kharrat morava neste bairro e era o qabaday (líder dos jovens locais) e o guarda dos pomares.

Em 1861, Al-Kharrat nasceu em uma família muçulmana sunita em Damasco, durante a ocupação otomana na Síria (Turquia Otomana). Onde trabalhou como vigia noturno e como guarda de pomares no bairro al-Shaghour.
Em outubro de 1918, Damasco foi dominada por rebeldes árabes durante a Primeira Guerra Mundial. Posteriormente, foi formado na cidade o Clube Árabe, um grupo nacionalista de apoio rebelde, que ajudou o líder rebelde, Emir Faisal, formar um governo rudimentar. Al-Kharrat afiliou-se ao clube, dando assim apoiou ao Emir no bairro al-Shaghour. Em julho de 1920, o governo de Faisal entrou em decadência depois que suas forças heterogêneas foram derrotadas pelos franceses na Batalha de Maysalun. Este foi o início do mandato francês sobre a Síria e o Líbano.
Nos primeiros anos do domínio francês, al-Kharrat era o qabaday de Al-Shaghour (pl. Qabadayat). O qabaday era informalmente encarregado de resolver reclamações e defender a honra de um bairro contra criminosos locais ou invasões de qabadayat de outros bairros, e tinha a reputação de ser um homem honrado, conhecido por sua força pessoal e sua capacidade de proteger os pobres e minorias. O qabaday foi considerado um "adepto das tradições e costumes árabes, o guardião da cultura popular", segundo o historiador Philip S. Khoury, que afirma que al-Kharrat era "provavelmente o mais respeitado e estimado qabaday do seu tempo". No entanto, o Qabadayat era muitas vezes pessoas sem educação formal — e o historiador Michael Provence afirma que al-Kharrat provavelmente era analfabeto — e também normalmente estava ligado com pessoas importantes da cidade e poderia garantir-lhes apoio político em seus bairros. Al-Kharrat aliou-se com Nasib al-Bakri, um político e fazendeiro damasceno. A família al-Bakri foi a mais influente no bairro al-Shaghour, e al-Kharrat serviu como a principal conexão e responsável da família no bairro.

## Comandante na Grande Revolta Síria

### Recrutamento e início dos confrontos
Uma revolta contra o governo francês surgiu em meados de 1925 através do xeque (chefe) druso Sultan Pasha al-Atrash, nas montanhas do sul de Jabal al-Druze. Como os homens de Al-Atrash marcaram importantes vitórias contra as forças francesas do Exército Levant, os nacionalistas sírios aproveitaram a situação, e a revolta espalhou-se para o norte da região rural de Damasco e além. Al-Bakri foi a principal ligação entre Al-Atrash e o crescente movimento rebelde em Damasco e Ghouta. Ghouta é a planície fértil em torno da cidade de Damasco, e seus bosques de pomares e extensas vias navegáveis proporcionaram cobertura para os rebeldes e uma base a partir da qual poderiam atacar a cidade. Em agosto, Al-Bakri convenceu Al-Kharrat a se juntar à revolta. De acordo com a Michael Provence, al-Kharrat foi "perfeito" para o trabalho, pois possuía "um grupo de homens jovens da região, notoriedade fora da área, boas relações, e uma reputação robusta". O grupo que ele comandava era conhecido como 'isabat al-Shawaghirah (o grupo de al-Shaghour), que, embora recebeu o quarto nome de al-Kharrat, "al", tinha vinte qabadayats e seus séquitos de outros bairros e vilas vizinhas. Suas principais áreas de operação estavam nas proximidades de al-Shaghour e da floresta al-Zur, no Ghouta oriental. Através de sua aliança com um Sufi (líder religioso), Al-Kharrat trouxe uma guerra sagrada islâmica de dimensão secular para esta revolta, algo que não foi bem-visto por alguns integrantes.

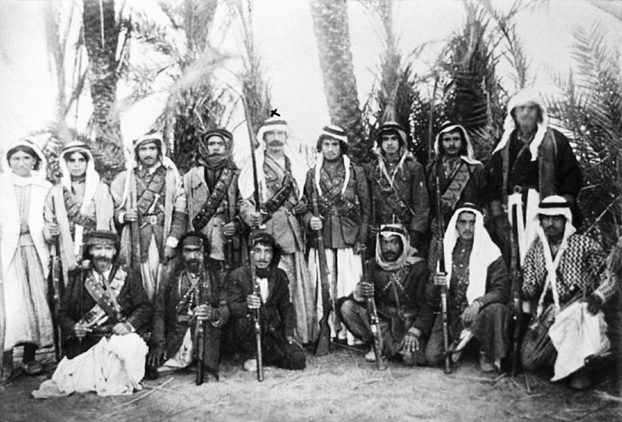
Rebeldes sob o comando do xeque druso Izz al-Din al-Halabi (o quinto em pé da esquerda para direita), em 1925. Os homens de al-Kharrat operavam principalmente em Ghouta.

Al-Kharrat iniciou suas operações de guerrilha em setembro de 1925, tendo como alvo as forças francesas que estavam estacionadas no leste e no sul de Ghouta. Sua importância cresceu à medida que ele liderou ataques noturnos contra os franceses em Damasco, durante os quais ele desarmou as patrulhas do exército e levou os soldados como refém. Em al-Shaghour, Souk Saruja e Jazmatiyya, al-Kharrat e seu grupo queimaram todos os prédios franceses. Na primeira semana de outubro, sessenta gendarmes (guardas) franceses foram enviados a Ghouta para capturar al-Kharrat e seus homens. Os gendarmes acomodaram-se na casa do mukhtar (chefe da vila) da vila de Al-Malihah. À noite, os rebeldes atacaram a residência, matando um gendarme e capturando o restante, que posteriormente foram libertos.
Em 12 de outubro, tropas francesas, acompanhadas por tanques, artilharia e apoio aéreo, lançaram uma operação para cercar e eliminar os rebeldes de al-Kharrat na floresta al-Zur. Porém, seus homens tinham sido avisados com antecedência do envio das tropas pelos camponeses de Al-Malihah. Posicionados entre as árvores, os rebeldes usaram o atirador especial para lançar fogo contra as tropas francesas, que não conseguiram avançar e recuaram. Durante o retorno para Al-Malihah, os franceses saquearam a vila e queimaram-na. Os oficiais de inteligência franceses justificaram esta punição como retaliação pela captura e humilhação dos gendarmes na semana anterior; eles alegaram que um jovem de Al-Malihah havia notificado os homens de al-Kharrat da presença francesa na vila. Embora não pudessem combater diretamente al-Kharrat e suas forças, as tropas francesas executaram cerca de cem civis das aldeias de Ghouta. Seus cadáveres foram levados para Damasco, e os corpos de dezesseis homens descritos pelos franceses como "bandidos" foram expostos em público.

### A batalha de Damasco e operações em Ghouta

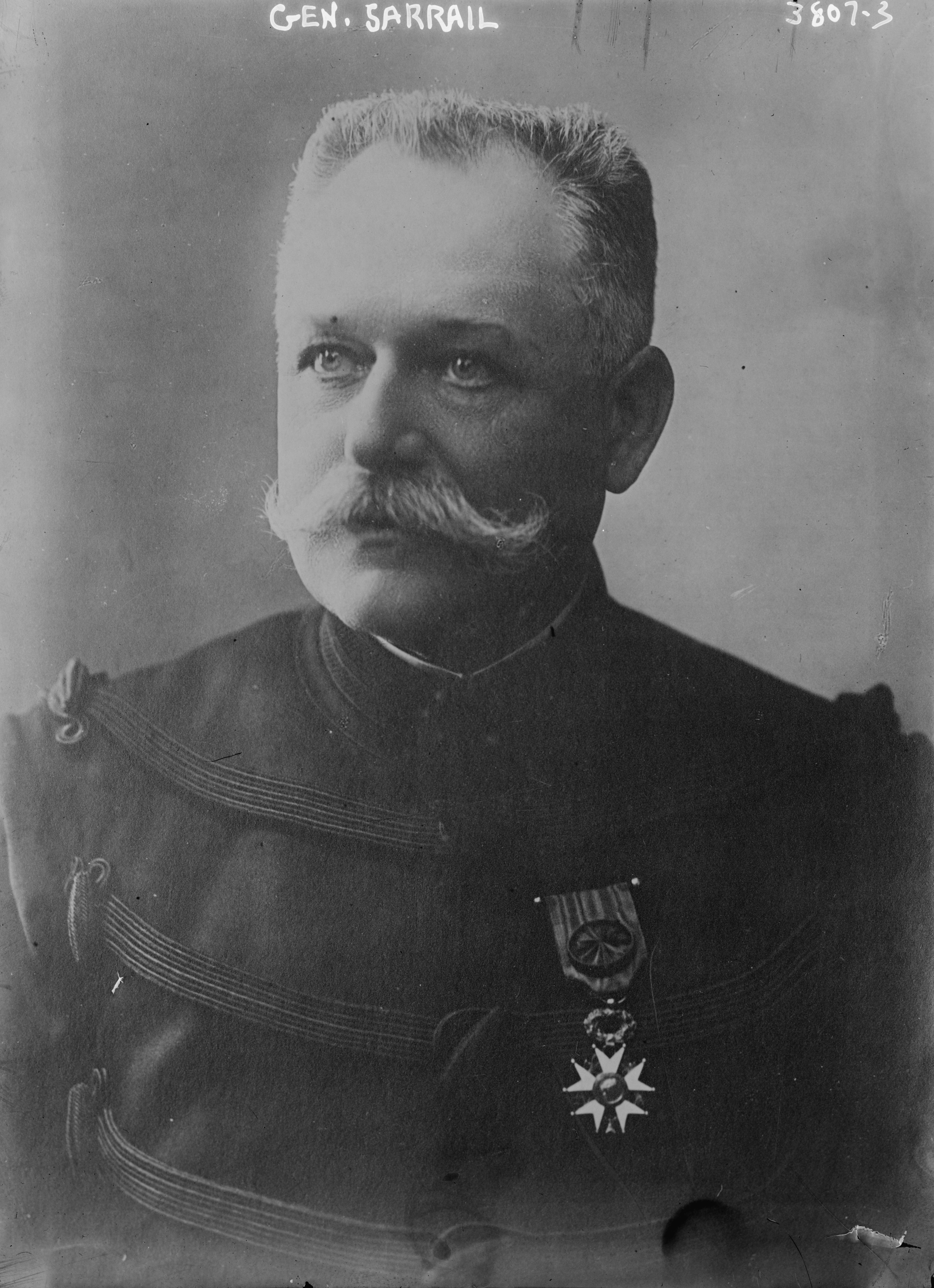
General Maurice Sarrail, Alto Comissário Francês da Síria.

Motivado pelas ações do exército francês no Ghouta, Nasib Al-Bakri planejava capturar a Cidadela de Damasco, onde as forças francesas estavam concentradas, e o Palácio de Azm, no qual o general Maurice Sarrail, alto comissário francês da Síria, residiria em 17–18 de outubro (Sarrail passava grande parte do tempo em Beirute). O alto comissário funcionava como administrador geral da Síria em nome da França e exercia um poder praticamente absoluto. As tropas rebeldes ativas em Damasco na época foram os "isabats", de al-Kharrat, e alguns combatentes e rebeldes drusos do bairro al-Midan e do Ghouta. Para compensar a falta de força rebelde, Al-Bakri enviou uma carta ao Sultan al-Atrash solicitando reforços, e este respondeu que ele estava ocupado com operações em Hauran, mas enviaria toda a sua força para apoiar os rebeldes de Damasco assim que os assuntos ali fossem resolvidos. Porém, antes de receber a resposta de al-Atrash, al-Bakri decidiu avançar com a operação.
Em 18 de outubro, al-Kharrat liderou um grupo composto por quarenta rebeldes em al-Shaghour pelo antigo cemitério, ao lado do portão sul da cidade, anunciando que os drusos haviam chegado para libertar a cidade da ocupação francesa. Multidões de residentes os receberam entusiasticamente, e muitos pegaram em armas e marcharam ao lado deles. Os homens de al-Kharrat, acompanhados por Ramadan al-Shallash, um comandante rebelde de Deir ez-Zor, e vinte de seus homens beduínos, capturaram a delegacia de polícia do distrito, desarmando sua guarnição. As forças conjuntas marcharam ao mercado de Hamidiyya e posteriormente capturaram, saquearam e incendiaram o Palácio de Azm, mas Sarrail não estava presente, pois saíra para participar de uma reunião na cidade de Daraa, em Hauran. Michael Provença afirmou que capturar o palácio sem Sarrail "não teve nenhuma importância tática", mas foi uma conquista altamente simbólica para os rebeldes por causa da "importância do palácio como sede histórica do poder econômico e político em Damasco, agora usurpado pelos franceses e totalmente indefeso".
Enquanto al-Kharrat capturava o Palácio Azm, al-Bakri e duzentos rebeldes sob seu comando atravessaram a cidade e foram acompanhados por civis em número cada vez maior. Depois de cercar a Cidade Velha para evitar a entrada de reforços inimigos, al-Kharrat deu ordens para matar qualquer qualquer pessoa ligada ao exército francês. Cerca de 180 soldados franceses foram mortos. Sarrail então ordenou que bombardeasse a cidade com artilharia e aviação, confronto que durou dois dias e matou cerca de 1.500 pessoas. Caos e lutas cresceram à medida que os bairros, as mesquitas e as igrejas eram detonados. As forças francesas conseguiram retomar a cidade, matando e prendendo centenas de figuras importantes no movimento nacional da Síria, incluindo o filho de al-Kharrat, Fakhri, que foi capturado em 22 de outubro, durante uma invasão realizada pelos rebeldes contra os franceses que tinham tomado Damasco. Al-Kharrat recebeu uma proposta para a libertação de seu filho em troca de sua própria rendição, mas recusou.
Após uma reunião entre Maurice Gamelin, o comandante do exército francês, e um grupo de notáveis damascenos, os rebeldes retiraram-se da cidade e os franceses concordaram em encerrar o bombardeio em troca de um pagamento de cem mil liras turca até 24 de outubro. A multa não foi paga no prazo, mas nem por isso voltaram-se os bombardeios, provavelmente por ordens do governo francês em Paris. A comunidade internacional reprovou o atentado contra Damasco ordenado por Sarrail, e a crescente rejeição e críticas de sua gestão fizeram com que ele renunciasse ao cargo em 30 de outubro. Seu substituto foi o político Henry de Jouvenel, que chegou na Síria em dezembro. Em 22 de novembro, al-Kharrat liderou uma batalha fora de Damasco com 700 rebeldes contra 500 soldados franceses. Os homens de al-Kharrat provocaram perdas "insignificantes" aos franceses, mas sofreram fortes baixas, com trinta mortos e quarenta feridos, de acordo com a Reuters. Em 5 de dezembro, al-Kharrat foi um dos comandantes de uma tropa de 2.000 rebeldes de origens diferentes que assaltou o quartel do exército francês em al-Qadam, ao sul de Damasco. Os franceses alegaram ter causado inúmeras vítimas, mas os rebeldes continuaram o ataque.

### Divergências com líderes rebeldes
Um comando centralizado e a união entre os rebeldes eram difíceis por causa da diversidade e independência das facções. Uma reunião de líderes rebeldes foi realizada na vila de Ghouta, em Saqba, em 26 de novembro. Sa'id al-'As acusou al-Kharrat e outros de saquearem na Ghouta, enquanto al-Kharrat alegou que o líder al-Shallash extorquia os moradores de al-Midan e da cidade de Douma. A conclusão foi um acordo para eleger um governo para substituir as autoridades francesas, aumentar o recrutamento de habitantes de Ghouta, coordenar operações militares em decisão conjunta, e criar um tribunal revolucionário para executar espiões. A reunião também designou a área entre a aldeia de Zabdin e o norte da estrada de Douma-Damasco como parte da zona de operações de al-Kharrat. Apesar de seu papel como líder nas ações militares, al-Kharrat não estava incluído no recém formado conselho de liderança rebelde, nem nenhum dos aliados de al-Bakri. Foi al-'As quem assumiu a liderança.
As crescentes discórdias entre as facções tornaram-se evidentes durante a segunda reunião em Saqba em 5 de dezembro. Segundo o jornalista sírio Munir al-Rayyes, a rivalidade entre al-Kharrat e al-Shallash era bem conhecida entre os rebeldes. Al-Shallash impôs impostos de guerra para os principais latifundiários e às elites das cidade da região de Ghouta; porém, Al-Bakri, mentor de al-Kharrat, considerou os impostos como uma ameaça à classe de proprietários de terras tradicionais a qual ele pertencia. Al-Rayyis afirmou que a reunião foi convocada por al-Kharrat, que ordenou que seus homens capturassem e levassem al-Shallash para Saqba. No entanto, de acordo com Sa'id al-'As, o encontro foi convocado por al-Shallash, que quando chegou na aldeia, al-Kharrat o deteve pessoalmente e confiscou seu cavalo, armas e dinheiro.
Após sua detenção, al-Shallash recebeu um breve julgamento no qual al-Kharrat o acusou de "aumentar ainda mais os impostos e de fazer resgates em nome da revolta"; já al-Bakri, condenou-o especificamente por extorquir os moradores de Douma ordenando a eles a pagarem mil giney (libras otomana) e impor multas pesadas aos habitantes de Harran al-Awamid, al-Qisa e Maydaa para enriquecimento próprio. Al-Kharrat e al-Bakri decidiram o veredicto de al-Shallash e demitiram-no da revolta. Embora muitos rebeldes com antecedentes de oficiais parecidos com al-Shallash desaprovaram o julgamento, eles não intervieram. Em seu relatório da reunião, al-Rayyis criticou os dirigentes pela complacência neste "julgamento ridículo" e acusou al-Kharrat de ser motivado unicamente por inimizade pessoal. Al-Shallash conseguiu escapar — ou foi libertado por al-'As — quando os aviões franceses bombardearam o local da reunião. Posteriormente, ele rendeu-se a Henry de Jouvenel e colaborou com as autoridades francesas.

## Morte e legado

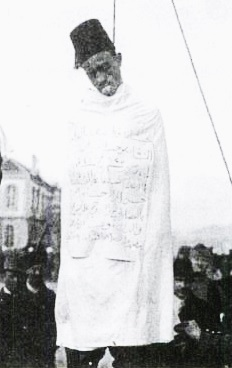
Fakhri, filho de al-Kharrat, enforcado pelas autoridades francesas na praça Marjeh, Damasco, em janeiro de 1926.

Al-Kharrat foi morto pelas tropas francesas em uma emboscada na Ghouta em 25 de dezembro de 1925. Mahmud Khaddam al-Srija foi seu sucessor, assim como qabaday de al-Shaghour e comandante do 'isabat al-Shawaghirah. Os homens de al-Kharrat continuaram a lutar contra os franceses até que a revolta terminasse em 1927, embora o historiador Thomas Philipp afirma que o grupo dissipou-se logo após sua morte. Em janeiro de 1926, o filho de al-Kharrat, Fakhri, foi condenado à morte e executado publicamente com outros dois rebeldes na praça Marjeh, em Damasco. Anteriormente, os franceses tinham insistido para Fakhri convencer seu pai a render-se em troca de sua libertação, mas Fakhri recusara.
Abd al-Rahman Shahbandar, um notável líder nacionalista sírio, falou que al-Kharrat tinha desempenhado "o papel preeminente" na batalha contra os franceses em Ghouta e Damasco. O historiador Daniel Neep escreveu que al-Kharrat era o "mais conhecido" de todos os líderes rebeldes em Damasco, embora outros líderes do movimento atribuíssem a popularidade e a boa aceitação de al-Kharrat aos esforços do Congresso sírio-palestino, com sede no Cairo, com o qual al-Bakri estava estreitamente afiliado. Al-Kharrat e Fakhri são atualmente considerados pelos sírios "heróis martirizados" pelos seus esforços nacionalistas e suas mortes na luta pela independência.